# Rote Spitze
Rote Spitze – szczyt w grupie Villgratner Berge, w Wysokich Taurach w Alpach Wschodnich. Leży w Austrii, w Tyrolu Wschodnim. To drugi co do wysokości szczyt grupy Villgraten Berge. Sąsiaduje z Weisse Spitze. Góruje nad dolinami Defereggen i Villgraten.